# Polyrhaphis gracilis
Polyrhaphis gracilis es una especie de escarabajo longicornio del género Polyrhaphis, tribu Polyrhaphidini, subfamilia Lamiinae. Fue descrita científicamente por Bates en 1862.
La especie se mantiene activa durante los meses de julio, agosto, septiembre, octubre, noviembre y diciembre.

## Descripción
Mide 17-35,5 milímetros de longitud.

## Distribución
Se distribuye por Bolivia, Brasil, Ecuador, Guayana Francesa y Paraguay.